# Buffonellaria depressa
Buffonellaria depressa är en mossdjursart som först beskrevs av Philipps 1900.  Buffonellaria depressa ingår i släktet Buffonellaria och familjen Celleporidae. Inga underarter finns listade i Catalogue of Life.